# The Helpers
The Helpers is een Amerikaanse thriller-horrorfilm uit 2012 onder regie van Chris Stokes.

## Verhaal

### Proloog
Een radiopresentator leest een nieuwsbericht voor over het afbranden van een weeshuis, met het personeel en de kinderen er nog in. Er zijn tekenen gevonden die erop wijzen dat het gebouw van buitenaf was afgesloten, zodat niemand eruit kon.

### Plot
Zeven vrienden zijn in een auto op weg naar Las Vegas: Todd met zijn vriendin Claire, Jordan met zijn vriendin Brandy, Ryan met zijn vriendin Anna en Phil, die met een camera alles opneemt voor zijn vriendin Julia, die zich heeft afgemeld voor de trip. De weg blijkt op zeker moment afgesloten, waardoor ze een omleiding moeten nemen. Daarop komt de groep halverwege alleen stil te staan met twee lekke banden. De mannen gaan lopend hulp zoeken. Zo komen ze terecht bij het motel met bar van Steve, die het etablissement bestiert samen met automonteur Brad, barvrouw Norah, motelmanager Chloe en werknemers Matthew en Jake. Samen halen ze de vriendinnen van de jongens op. Steve vertelt het gezelschap dat de reparatie van hun wagen die dag niet meer gereedkomt, maar dat ze zich die avond in de bar mogen vermaken en in het motel kunnen overnachten. Gratis. Chloe maakt vier kamers voor ze gereed; drie voor de stellen en een voor Phil. De avond mondt uit in een groot feest vol drank en gelach. De vrienden gaan allemaal meer dan voldaan naar hun kamers.
Phil ontwaakt de volgende morgen als eerste, naast Norah, die met hem mee naar zijn kamer is gegaan. Hij kleedt zich aan en klopt aan bij Todd en Claire, om ze te vragen om zich klaar te maken om verder te gaan. Wanneer Phil op het punt staat om ook de anderen te gaan roepen, onthoofd Brad hem vanuit het niets met een bijl, voor de ogen van Todd en Claire. Samen met Norah en Andrew sluit Brad het stel vervolgens op in hun motelkamer. Op beeldschermen daarin zijn de andere stellen zien. Ryan zit vastgebonden op een stoel naast het bed in zijn kamer. Daarop ligt Anna, stevig gekneveld aan handen en voeten. Die zitten op hun beurt met dikke touwen vast aan twee auto's, die ieder aan een andere kant van de kamer geparkeerd staan. Brandy ligt gekneveld in een volle badkuip. Jordan zit naast naar vastgebonden aan een stoel, met een open stroomdraad aan zijn hand getapet. Hun gastheren en -vrouwen zijn van plan de vrienden allemaal op sadistische wijze te vermoorden.
Brad en Andrew trekken Anna uit elkaar door de wagens aan haar knevels te starten. Norah vermoordt Brandy door Jordans hand net zo lang te verzwaren tot zijn hand met de stroomdraad in het badwater zakt en Brandy wordt geëlektrocuteerd. Todd en Claire ontsnappen uit hun kamer, maar Steve brengt ze terug naar het motelterrein. Jordan doet Norah met een kopstoot in het bad belanden en elektrocuteert ook haar, deze keer expres. Daarna ontsnapt hij. Een kat-en-muisspel tussen de vriendengroep en de moteluitbaters mondt uit in een massale confrontatie op het terrein voor het gebouw. Steve schiet daar voor de ogen van zijn vrienden Ryan door het hoofd, terwijl ditmaal Claire vastgebonden tussen twee wagens ligt. Hij vertelt waarom zijn mensen en hij dit alles doen. Brad en de zijnen werden samen groot in een weeshuis, waarin ze met medeweten van de hele organisatie mishandeld werden. De baas van dit weeshuis was Claires vader. Brad en zijn mensen zijn uit op wraak. Zij hebben gezorgd voor de omleiding en lekke banden. Ze wisten dat Claire en haar vrienden eraan kwamen dankzij Phils vriendin Julia. Die zat vroeger ook in het weeshuis. Zij is een van hen. Samen hebben ze eerder ook het weeshuis afgebrand.
Todd en Jordan overmeesteren hun aanvallers en krijgen Steves geweer in handen. Ze schieten Brad en hem neer, laten Zoe bewusteloos achter en ontsnappen met Claire.

### Epiloog
Zes maanden na alle gebeurtenissen, vraagt een man twee winkelbedienden naar een plek om te overnachten. Steve en Brad staan achter de toonbank en vertellen hem dat er even verderop een motel is.

## Rolverdeling
- Kristen Quintrall - Claire
- Denyce Lawton - Brandy
- Christopher Jones - Ryan
- JoJo Wright - Phil
- Rachel Sterling - Anna
- Black Thomas - Jordan
- Dustin Harnish - Todd
- Cameron Diskin - Brad
- Braxton Davis - Steve
- Rebecca Burchett - Chloe
- Ben Hardie - Matthew
- Dallas Lovato - Norah
- Trevor Sambrano - Jake